# Солнце в геральдике
Со́лнце — естественная негеральдическая гербовая фигура.

## История
В средневековой геральдике Солнце осталось символом света, богатства и изобилия. Эмблема Солнца была характерной для национальной символике народов Закавказья и изображение полного диска с лучами и человеческим лицом всегда входило в гербы и знамёна грузинских и армянских княжеств с VI по XVII века.

## Блазонирование
Обычно солнце имеет восемь прямых лучей и восемь изогнутых. Положение Солнца в гербе определяют лучи. Если они поднимаются снизу вверх от солнечного диска, расположенного в основании гербового щита, то Солнце называется — восходящим. Если же лучи солнечного диска идут сверху вниз, а сам диск расположен в одном из верхних углов гербового щита, то такое Солнце называется — заходящим. Если лучи только прямые, то такое солнце называется — сияющим, только изогнутые — пламенеющим. Солнце может помещаться в гербах и на флагах в виде полного диска в середине или в верхней половине гербового щита. Такое расположение Солнца называется —полуденным и означает совершенство, расцвет государства. Солнце изображённое без лучей, то в геральдике оно называется — «Солнце в затмении». В то же время на флаге Солнце может изображаться в виде диска без лучей, не меняя при этом своего высокого символического значения. Солнечный диск, как правило, имеет человеческое лицо.
Как правило Солнце изображается золотым цветом. Если солнце не естественного золотого цвета, оно называется тенью солнца (soleil éclipsé).
Европейские страны придерживаются при блазонировании этих правил, однако за последние десятилетия некоторые азиатские и африканские страны стали отходить от этих правил, давая эмблеме Солнца на своих гербах иные (обычно национальные) цвета.

## Использование в гербах
Под названием Белое Солнце известно солнце белого цвета с 12 лучами на синем фоне, являвшееся гербом Китая с 1911 по 1949 год. Начиная с 1949 года это изображение солнца осталось на гербе и флаге Тайваня. Изображение солнца находится на государственных флагах Непала, Аргентины, Казахстана, Кыргызстана, Курдистана, Македонии, Уругвая, Малайзии, Филиппин, Японии, а также на флаге Тибета. Кроме этого, Солнце можно увидеть на нынешних и бывших ранее государственных гербах ряда стран: Боливии, шахского Ирана, Либерии, Малайзии, Мали, Непала, социалистической Румынии, Эквадора. Солнце, изображённое на государственных символах Аргентины и Уругвая, имеет своё собственное название — «майское солнце» — и правила изображения.
В Советском Союзе изображение восходящего солнца находилось на государственном гербе СССР и всех союзных республик, за исключением Грузинской ССР и Армянской ССР, а также на предыдущих — первом гербе РСФСР (1918 год), первом гербе УССР (1919 год) и БССР (1919 год), на гербах Азербайджанской ССР (1931 год), Киргизской ССР (1937 год), Таджикской ССР (1936 год), Туркменской ССР (1926 год), на государственном гербе СССР (1923 год).

## Галерея

Герб Подольского воеводства XVII века
Герб муниципалитета Эннетбюрген (Швейцария)
Герб коммуны Озвиль-Толозан (Франция)
Герб коммуны Барбатр (Франция)
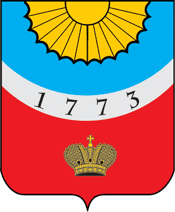
Герб Тихвина
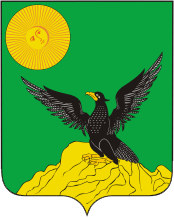
Герб Кингисеппа
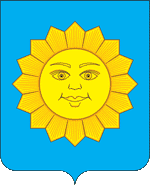
Герб Истры
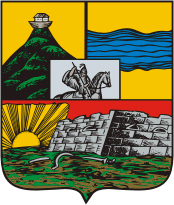
Герб Закатал
Герб Подольской губернии
Герб Ахтырки
Герб Каменца-Подольского